# 江西省文物保护单位
江西省文物保护单位是江西省人民政府依照《江西省文物保护管理办法》批准的江西省省级文物保护单位。
目前已公布六批。
- 第一批：1957年7月1日公布，共94处[1]
- 第二批：1959年11月30日公布，共61处
- 第三批：1987年12月28日公布，共140处[2]
- 第四批：2000年7月25日公布，共48处[3][4]
- 第五批：2006年12月18日公布，共121处[5][6]
- 第六批：2018年3月9日公布，共684处（含现有江西省文物保护单位合并的项目1处）[7][8][9]

## 列表
此列表列举了各地级市的省级文物保护单位。
索引：南昌市、景德镇市、萍乡市、九江市、新余市、鹰潭市、赣州市、吉安市、宜春市、抚州市、上饶市

### 南昌市

#### 西湖区
- 绳金塔（3）
- 黄秋园居室（4）
- 松柏巷天主堂（5-89）
- 毛泽东思想胜利万岁馆旧址（5-118）
- 八一南昌起义纪念塔（6-5-001）
- 中共中央东南分局旧址（6-5-002）

#### 东湖区
- 佑民寺铜钟（1）
- 杏花楼（5-54）
- 江西省立图书馆旧址（5-102）
- 中央南昌飞机制造厂旧址（6-5-330）
- 励志社南昌分社旧址（6-5-335）

#### 青云谱区
- 新中国第一架飞机生产车间旧址（6-5-003）
- 陈云旧居和工作车间（6-5-004）
- 梅汝璈故居（6-5-005）

#### 青山湖区
- 曹秀先家族墓地（6-2-003，含曹秀先墓、曹秀先原配夫人刘氏墓、曹秀先四子曹云浦（师曾）墓）
- 方志敏烈士墓（6-5-006）
- 彭素民墓（6-5-334）

#### 湾里区
- 洪崖石刻（3）
- 尼姑山塔墓群（6-2-001，含法然老师太墓、一灯师太墓、立云老和尚墓、广达高僧墓、道镜坚公和智修融公合墓、龄贤祯公禅师墓、正济宗第三十四世住持墓、无碑住持墓、□家先师墓）
- 紫阳宫（6-3-190）
- 留元刚摩崖石刻（6-4-001）

#### 南昌县
- 蜚英塔（2）
- 东吴墓（3）
- 令公庙日军大屠杀遗址（3）
- 柏岗遗址（6-1-001）
- 嵩山岩塔（6-3-001）
- 吴氏家庙与崇本学校（6-3-002）
- 后万村古建筑群（6-3-003，含后万古井、双节坊、必大之门祠、九爷宅）
- 大洲邓氏宗祠（6-3-004）
- 八二八招待所一号楼（6-5-007）
- 北京大学江西分校旧址（6-5-331）
- 清华大学江西分校旧址（6-5-332）
- 首次击落U－2飞机阵地纪念碑（6-5-364）

#### 新建区
- 万寿宫（1）
- 常里湖遗址（1）
- 梦山石室（2）
- 新庵里摩崖石刻（3）
- 朱权墓（含乐安王墓）
- 汪山土库（5-59）
- 凤鸡山红石场遗址（6-1-002）
- 昌邑北垱遗址（6-1-044）
- 英山石塔墓（6-2-002）
- 欧阳村善庆重光坊（6-3-005）

#### 安义县
- 京台戏台（3）
- 三国孙虑城遗址（3）
- 京台“曦庐”民宅、刘氏宗祠（5-55）
- 罗田世大夫第（5-56）
- 水南余庆堂民宅（5-57）
- 圣水塘（5-120）
- 安义古道（6-1-003，含古道、惜字塔、憩云亭）
- 罗田友山私宅（6-3-006）
- 水南谦益堂（6-3-007）
- 文峰塔（6-3-191）
- 邓家贞节坊（6-3-192）
- 熊式辉公馆（6-5-008）

#### 进贤县
- 钟陵节凛冰霜坊（3）
- 珠子塔（3）
- 豫章世家坊（5-39）
- 艾溪陈家古建筑群（5-40）
- 万家焦氏节孝坊（5-58）
- 三里雷家民居（含：“翠萼鸿章”宅、“高挹余晖”宅）（5-60）
- 白崖山红石场遗址（6-1-004）
- 文港毛笔作坊（6-3-211）

### 景德镇市

#### 昌江区
- 杨梅亭古窑址（2）
- 清园古建筑群（3）
- 郭璞峰摩崖石刻（6-4-010）

#### 珠山区
- 三宝蓬瓷石矿业遗址（6-1-034）
- 黄泥头窑址（6-1-035）
- 刘家弄古作坊群（6-3-171，含刘家下弄61号、63号古作坊，太平桥14号古作坊，窑砖坊墙，窑砖坡道2条）
- 毛主席用瓷（7501瓷）生产基地（6-6-002）

#### 浮梁县
- 兰田古瓷窑址（6-1-036，含万窑坞、朱氏岭、小金坞古瓷窑遗址）
- 沧溪村古建筑群（6-3-162，含及公进士第、耕字公书屋、蜚公进士第、重公进士第、茶商宅院、瓷商宅院、三贡坊）
- 严台村大新油坊（6-3-163）
- 严台村古建筑群（6-3-164，含江洪惠宅、江双发宅、江善德宅、江有如宅、江严天宅）
- 国学师门楼和青云得路坊（6-3-165）
- 瑶里民居（6-3-167，含瑶里程氏宅、狮冈胜揽宅）
- 磻溪村汪氏宗祠（6-3-168）
- 茶宝村汪氏总祠（6-3-216）
- 皖赣分区苏维埃政府旧址群（6-5-160，含皖赣分区苏维埃政府旧址、肃反委员会旧址、工农红军北上抗日先遣队指挥部旧址、皖赣分区苏维埃政府被服厂旧址）
- 中共赣北特委旧址（6-5-306）
- 中共秋浦县委、县苏维埃政府旧址（6-5-307）
- 陈家坦红军亭护堤旧址（6-5-381）

#### 乐平市
- 涌山洞遗址（3）
- 乐平古戏台（含：坑口万年台、韩家万年台）（5-76）
- 南窑古瓷窑址（6-1-037，含南窑窑址、江湖塘、无蚯塘、白土塘、溪坑、畈上屋码头）
- 马端临墓（6-2-020）
- 洺口高阳祠（6-3-169）
- 乐平戏台（6-3-170，含传芳余家戏台、余家戏台与祠堂、涌山昭穆堂戏台、龙珠戏台、戴村上房祠堂戏台、车溪敦本堂戏台、横路万年台）
- 赣东北特委旧址（6-5-161）
- 红十军建军旧址（6-5-162，含马氏祠堂、界首戏台、红军广场、老红军看戏亭、聚力井）
- 篁坞方志敏旧居（6-5-305）
- 鸣山暴动旧址（6-5-360）
- 文山第二次工农兵代表大会旧址（6-5-380）

### 萍乡市

#### 安源区
- 萍乡孔庙（3）
- 安源路矿工人消费合作社旧址（3）
- 安源毛泽东旧居（5-88）
- 秋收起义二团出发地旧址-张公祠（5-91）
- 绛园张学良旧居（5-117）
- 如愿塔（6-3-172）
- 张康真人殿（6-3-173）
- 安源党组织决定大罢工会议旧址（6-5-163）
- 安源工农兵政府旧址（6-5-164）
- 安源路矿工人运动纪念馆陈列大楼（6-5-165）
- 黄静源烈士殉难处纪念碑（6-5-166）
- 毛泽东、李立三1921年冬来安源旧居（6-5-308）
- 中共安源地委旧址（6-5-309）
- 安源抗日将士墓群（6-5-310）
- 黄钟杰烈士墓（6-5-311）
- 中共湖南省委机关旧址（6-5-382）

#### 湘东区
- 吴楚老关（6-1-043）
- 萍洲瑾珊家塾（6-3-177）
- 老关火车站战斗遗址（6-5-172）
- 窑前抗战到底摩崖石刻（6-5-173）

#### 莲花县
- 宾兴馆毛泽东旧居（4）
- 仰山文塔（5-33）
- 贺录姑贞孝坊（5-71）
- 安成侯墓（6-2-021）
- 良坊王氏大祠（6-3-174）
- 列宁学校旧址（6-5-167）
- 垄上改编旧址（6-5-168）
- 秋收起义高滩行军会议旧址（6-5-169）
- 秋收起义甘家毛泽东旧居（6-5-314）
- 湖塘红五军临时医院旧址（6-5-315）
- 甘祖昌将军故居（6-5-316）
- 凫村列宁小学（6-5-383）

#### 芦溪县
- 竹山园遗址（4）
- 兴文塔（6-3-175）
- 卢德铭烈士墓（6-5-170）
- 芦溪东阳红军交通站（6-5-312）
- 龙上红军学校旧址（6-5-313）
- 湘东(萍乡)苏维埃政府旧址（6-5-341）萍乡市武功山风景名胜区

#### 上栗县
- 文廷式墓（3）
- 小枧傩庙（4）
- 石洞口傩庙（5-36）
- 潭台古城址（6-1-038）
- 杨岐了道禅师塔（6-3-176）
- 萍浏醴起义指挥部旧址（6-5-171）

### 九江市

#### 浔阳区
- 东林寺（2）
- 西林寺塔（2）
- 九江海关姑塘分关（3）
- 日本领事馆旧址（3）
- 国民革命军第二十四军叶挺指挥部旧址（3）
- 烟水亭（4）
- 九江日本台湾银行旧址（5-87）
- 生命活水医院住院部旧址（5-94）
- 九江修道院旧址（6-5-009）
- 但福德医院院长公寓旧址（6-5-010）
- 英亚细亚公寓旧址（6-5-011）
- 忠烈亭（6-5-177）
- 揖庐亭（6-5-178）

#### 庐山风景名胜区
- 恭乾禅师塔（2）
- 仙人洞摩岩石刻（2）
- 天池寺附近石刻（2）
- 九十九盘石刻（2）
- 黄龙寺摩岩石刻（2）
- 松门别墅（4）
- 庐山中四路286号别墅（4）
- 庐山女儿城摩崖石刻（6-4-011）
- 庐山抗战阵亡将士纪念碑（6-5-013）
- 庐山诺那塔（6-5-014）
- 庐山毛泽东旧居（6-5-015）
- 陈寅恪墓（6-5-016）

#### 庐山市
- “一见心寒”墓（3）
- 玉涧桥（3）
- 醉石馆石刻（3）
- 南康府谯楼（4）
- 庐山摩崖石刻群（6-4-003，含玉帘泉摩崖石刻、简寂观摩崖石刻、卧龙岗摩崖石刻、“龙虎岚庆“万杉寺摩崖石刻群）
- 太乙村将军别墅群（6-5-020，含同乡会馆、同松别墅、吴氏院、爱民别墅、月泉别墅、晚庵、精普求舍）

#### 濂溪区
- 周敦颐墓（5-9）
- 海会寺摩崖石刻（5-79）
- 庐山三叠泉摩崖石刻（5-83）
- 波黎公寓（5-85）

#### 柴桑区
- 岳飞母亲姚太夫人墓（2）
- 岳飞妻李夫人墓（2）
- 陶渊明墓（2）
- 陶靖节祠（3）
- 二十五师南昌起义出发地－马迥岭火车站（3）
- 神墩遗址（3）
- 浔阳城遗址（3）
- 九江县日军大屠杀遗址（6-5-019，含陶家垅殉难者合墓、曹家垅白骨坑、陈家墩白骨坑、戴山村殉难者合墓）

#### 共青城市
- 胡耀邦陵园（6-5-012）

#### 瑞昌市
- 迪畲敦彝堂（6-3-012）

#### 彭泽县
- 马当炮台（3）
- 高善继墓（5-12）
- 黄岭大圣塔（5-21）
- 茅湾碾米作坊（5-121）
- 芦峰岭古商道遗址（6-1-005）
- 黄土岭凉亭（6-3-010）
- 西垅刘氏宗祠（6-3-011）
- 中共赣皖七县中心县委旧址（6-5-343）

#### 德安县
- 石灰山遗址（3）
- 万家岭战役遗迹（4）
- 罗汉桥（5-16）
- 禅师明十墓（6-2-004）
- 德安县苏维埃政府旧址（6-5-180，含德安县苏维埃政府旧址、田家河（赣北苏区的心脏）、红军干部训练班、红军赣北游击队指挥部、红军医院、红军兵工厂、红军第五纵队九支队指挥部、红军广场、铁石山革命暴动旧址、杨超烈士墓）

#### 武宁县
- 李烈钧墓（4）
- 柳山书院遗址（6-1-006）
- 镜源水口桥（6-3-013）
- 锣鼓洞石亭（6-3-193）
- 港口铺摩崖石刻（6-4-002）
- 红军三打横路镇战斗旧址（6-5-181）

#### 都昌县
- 千眼桥（5-26）
- 刘溉鼓楼（6-3-008）
- 新四军都昌留守处旧址（6-5-182）
- 都湖鄱彭中心县委旧址（6-5-183）
- 都昌第一个中共党小组成立旧址（6-5-369）

#### 湖口县
- 许平甫民居（6-3-009）
- 灰山礼堂（6-5-017）
- 杨赓笙旧居（6-5-018）
- 中共江西省第二次代表大会旧址（6-5-179）

#### 永修县
- 吴城吉安会馆（5-61）
- 新庄雷氏祖屋（6-3-015）

#### 修水县
- 黄庭坚墓（2）
- 南山岩石刻（2）
- 灵源摩崖石刻（3）
- 山背遗址（3）
- 湾里桥（5-17）
- 香火桥（5-19）
- 工农革命军第一军第一师师部旧址（5-92）
- 上衫中共湘鄂赣省委、省苏维埃政府旧址（5-105）
- 黄龙寺塔墓群（6-2-005）
- 回坑村古建筑群（6-3-014，含廊桥、绣花楼、龙王阁、泉塘古井）
- 纱笼桥（6-3-194）
- 台庄会议旧址（6-5-021）
- 山口秋收起义建军编师会议遗址（6-5-184）
- 工农革命军第一军第一师第一团团部旧址（6-5-185）
- 秋收起义部队驻地旧址群（6-5-186，含秋收起义崇阳通城农民自卫军驻地和罗荣桓同志旧居、秋收起义部队驻地和工农革命军第一军第一师军旗制作地旧址、卢德铭警卫团和平江工农义勇队会合并召开联合攻打修水县城会议旧址、秋收起义部队东港驻地和全国仅存秋收起义部队落款标语旧址、卢德铭警卫团第三营驻地旧址、秋收起义部队山口驻地旧址）
- 杨祠暴动旧址（6-5-187）
- 画坪湘鄂赣省委省苏省军区旧址群（6-5-188，含画坪中共湘鄂赣省委湘鄂赣省苏省军区旧址、湘鄂赣省互济会旧址、湘鄂赣省医院旧址）
- 中共修水县第一次党代会旧址（6-5-189）
- 中共湘鄂赣省委省苏省军区上衫旧址群（6-5-190，含少共湘鄂赣省委和少年先锋队总部旧址、湘鄂赣省总工会旧址、湘鄂赣省反帝拥苏大同盟旧址、湘鄂赣省临时法庭、湘鄂赣省互济会和妇代会旧址、湘鄂赣省无线电台和石印局旧址、湘鄂赣省兵工厂旧址）
- 中共赣北特委旧址（6-5-191）
- 红十六军军部旧址（6-5-192，含红十六军军部旧址、团部旧址）
- 红五军军部旧址（6-5-193）
- 新四军修水通讯处旧址（6-5-194）
- 修铜宜奉县委、县苏、红军医院旧址（6-5-195，含修铜宜奉临时县委、修铜宜奉临时苏维埃、杨家坪红军医院）
- 湘鄂赣省军区中路指挥部旧址（6-5-196）
- 湘鄂赣边特委旧址（6-5-197）
- 湘鄂赣省兵工厂旧址、省造币厂旧址、省第一红军医院旧址（6-5-198，含湘鄂赣省兵工厂旧址、省造币厂旧址、省第一人民医院）
- 抗日战争时期国民革命军第二十七集团军驻地旧址群（6-5-199，含国民革命军第二十七集团军第二十军军部白岭旧址、第二十军军长杨汉域白岭住地旧址、第二十军第一三四师师部旧址、第二十军第一三四师师部医院旧址、第二十军军部暨军长杨汉域住地路口旧址、第二十军一三三师师部旧址、第二十军政治部旧址，白岭镇温泉村抗日泉，抗战阵亡将士纪念碑）
- 抗日战争时期国民革命军第三十集团军驻地旧址群（6-5-200，含国民党第三十集团军总司令部旧址、国民革命军第三十集团军第七十二军第三十四师第一○一团第一营营部旧址）
- 抗日战争时期西南游击干部训练班旧址（6-5-201）
- 抗日战争期修水中心县委地下联络站旧址（6-5-202）
- 西隐暴动农民协会旧址（6-5-344）
- 秋收起义总指挥部旧址（6-5-370）

### 新余市

#### 渝水区
- 昼锦堂（3）
- 棋盘山遗址（5-2）
- 蓉泉桥（5-31）
- 袁州明代城墙砖窑址群
- 彭家山遗址（6-1-039）
- 斜里遗址（6-1-040）
- 新余孔庙（6-3-179）
- 馀庆堂（6-3-180）
- 傅抱石故居（6-5-174）
- 北伐军仰天岗战场遗址（6-5-318）
- 上海劳动妇女战地服务团旧址	（6-5-319）
- 中共花桥党支部旧址	（6-5-320）
- 下保农民暴动旧址（6-5-321，含暴动举行地旧址、暴动会议地旧址）
- 渝水周家上高会战中国军队第十九集团军总司令部旧址（6-5-322）

#### 分宜县
- 尚睦邓家围垅屋（5-72）
- 习凿齿墓（6-2-022）
- 飨褒堂（6-3-178）
- 儒延坊肃反委员会旧址（6-5-323）
- 中共分宜临时县委旧址（6-5-361）
- 分宜钤岗上高会战中国军队阵亡将士陵园（6-5-362）

### 鹰潭市

#### 月湖区
- 石塘胡氏宗祠（6-3-183）
- 双港口浮沉坝（6-5-175）

#### 余江县
- 锦江天主堂（3）
- 螺丝岭、保驾峰崖墓群（3）
- 龙溪书院（6-3-185）
- 余江县衙（6-3-186）
- 余江血防纪念馆（6-5-176）
- 高公寨红十军赤警师师部旧址（6-5-325）
- 汪家源赣东北红军指挥部旧址（6-5-326）
- 林家坞红军征兵处旧址（6-5-327）
- 乐泉红十军指挥部旧址（6-5-328）
- 余江县苏维埃政府大会堂旧址（6-5-342）

#### 贵溪市
- 道教第十五洞天遗址（5-119）
- 张留孙墓（6-2-023）
- 夏鼎墓（6-2-024）
- 道学世家坊（6-3-181）
- 曾家古建筑群（6-3-182，含曾在公祠、曾云公祠、中将堂、会友堂、赏月台）
- 天源德国药房（6-3-184）
- 红十军指挥部旧址群（6-5-324，含周坊红十军反“围剿”作战指挥部旧址、周坊红十军改编为红十一军旧址、周坊暴动方志敏指挥部旧址、周暴动黄道指挥部旧址）

### 赣州市

#### 章贡区
- 玉虹塔（3）
- 光孝寺（6-3-159）
- 藕塘里刘氏宗祠（6-3-160）
- 赣州东津桥（6-3-161）
- 章贡区魏家大院（6-3-189）
- 陈毅与国民党地方当局谈判旧址（6-5-154，含办公楼、门楼）
- 赣州标准钟楼（6-5-155）
- 赣州工人第一次代表大会旧址（6-5-156）
- 虎岗“中华儿童新村”旧址（6-5-1557，含蒋经国办公处及住处、山门、乡公所、礼堂、学生宿舍（8栋）、教室（3栋））
- 蒋经国旧居（6-5-158）
- 中共华南分局扩大会议旧址（6-5-159）
- 大新开路龙南会馆（6-5-368）

#### 赣县区
- 白鹭村古建筑群（含：恢烈公祠、王太夫人祠、兴复堂、佩玉堂、书箴堂、兰善堂、拱祥堂、鼎福堂、书升堂）（5-46）
- 夏府村宗祠群（含：戚氏总祠追远堂、戚氏分祠聚顺堂、谢氏宗祠敦五堂）（5-77）
- 储君庙（6-3-132）
- 江口贸易分局交易处旧址（6-5-112）
- 茅店关税处旧址（6-5-298）
- 永固楼（6-5-333）

#### 南康区
- 鱼头岗蓝氏节孝石门坊（6-3-136）
- 陈赞贤烈士墓（6-5-113）
- 红四军唐江整训旧址（6-5-303）
- 唐江红一军团会议旧址（6-5-304）

#### 信丰县
- 油山游击队交通站－上乐塔（3）
- 玉带桥（5-67）
- 大埠头黄氏宗祠（6-3-150）
- 案山水阁（6-3-208）
- 新屋里毛泽东旧居（6-5-340）

#### 大余县
- 南安东山大码头（6-3-129）
- 大余整编旧址（6-5-109）
- 彭坑陈毅旧居（6-5-110）
- 斋坑陈毅隐蔽处（6-5-111）
- 周屋红五军军部旧址（6-5-287）

#### 上犹县
- 石门摩崖石刻（3）
- 下湾九厅十八井民居（6-3-145）
- 营前孔庙（6-3-146）
- 陡水跃进门（6-5-138）
- 上寨红军医院旧址（6-5-139）
- 社下彭德怀旧居（6-5-140）
- 营前毛泽东旧居（6-5-296）
- 上寨红三军团旧址群（6-5-297，含上寨红三军团兵工厂旧址、红三军团保卫部旧址、红三军团政治处旧址）

#### 崇义县
- 平茶寮碑（3）
- 铁屎岭冶铅遗址（6-1-032）
- 上堡整训旧址群（6-5-107，含朱德陈毅旧居、水北军营旧址（陇西堂、和乐堂、五福堂、李氏民居）、黄土坳军营旧址、莲塘军营旧址）
- 王尔琢烈士墓（6-5-108）
- 新溪毛泽东旧居（6-5-359）

#### 安远县
- 永清岩观音楼（5-34）
- 磐安围（6-3-127）
- 下魏魏氏宗祠（6-3-128）
- 南昌起义天心圩整军会议旧址（6-5-284，含天心整军会议旧址、“八一”南昌起义军宿营地）
- 尊三围保卫战遗址（6-5-285）
- 安远县苏维埃政府旧址（6-5-372）
- 老好保卫战旧址（6-5-373）

#### 龙南县
- 玉石岩石刻（2）
- 龙南围屋（6-3-135，含龙光围、沙坝围、乌石围、西昌围、渔仔潭围）
- 罗坝塔（6-3-207）
- 大纶祖祠（6-3-210）

#### 定南县
- 巽塔（4）
- 定南围屋（6-3-130，含车步虎形围、明远第围、太公八角围）
- 文阁亭（6-3-131）
- 初石桥（6-3-206）
- 丰背赣粤湘边纵队驻地旧址（6-5-295）
- 月子圩红四军军部旧址（6-5-358）
- 莲塘农民协会筹备处旧址（6-5-378）
- 车步农民武装暴动总指挥部旧址（6-5-379）

#### 全南县
- 雅溪围屋（5-74）
- 乌桕坝李氏宗祠（6-3-141）
- 雅凤陈氏宗祠（6-3-188）
- 杨梅石三南游击队整训旧址（6-5-288）
- 炉迳三南县委扩大会议旧址（6-5-289）
- 全南县第一党小组成立旧址（6-5-374）
- 山石农民暴动总指挥部旧址（6-5-375）
- 玛瑙坝农民协会旧址（6-5-376）

#### 宁都县
- 中国共产党江西省委员会旧址（2）
- 江西省军区司令部旧址（2）
- 水口塔（2）
- 翠微峰石刻（3）
- 红一方面军总前委“黄陂会议”会址（3）
- 朗际节孝坊（3）
- 山堂古窑（3）
- 宁都江西省苏维埃政府旧址（5-114）
- 孙誗墓（6-2-019）
- 东里一望（6-3-137）
- 璜村牌坊群（6-3-138，含节孝坊（2座）、百岁坊）
- 李氏下祠（6-3-139）
- 东龙湖心塔（6-3-140）
- 暘霁红一方面军总司令部旧址（6-5-114）
- 排下朱德旧居（6-5-115）

#### 于都县
- 水头步蟾坊（3）
- 竹篙寨中央后方保管处旧址（5-104）
- 银坑炼银遗址（6-1-033）
- 杨公村管氏宗祠（6-3-155）
- 上宝祠堂群（6-3-156，含钟氏宗祠、东岗公祠、北茂公祠、斗山公祠、北山公祠）
- 于都土塔（6-3-157，含水阁口塔、中埠塔、水头塔、下马塔）
- 需岩摩崖石刻（6-4-009，含香台山寺、木犀岩石刻、涵虚洞石刻、钓岩石刻、渔台石刻、峿山铭石刻、“吴敌曾绅胡徦陈维戊申十月八日同游”石刻）
- 中共于北特区委员会旧址（6-5-149）
- 红四军军部旧址（6-5-150）
- 红四军物资保管处旧址（6-5-151）
- 红四军政治部旧址暨毛泽东同志旧居（6-5-152）
- 于都县工农兵革命委员会旧址（6-5-153）
- 于都中共中央分局、中央政府办事处旧址群（6-5-286，含井塘中共中央分局、中央政府办事处旧址，石含中共中央分局、中央政府办事处旧址，增坪中共中央分局、中央政府办事处旧址，龙泉中共中央分局旧址，腊树下中央分局紧急会议旧址，井塘中央财经委员会旧址共6个点）

#### 兴国县
- 朱华塔（2）
- “永镇江南”题额（3）
- 中共江西省委旧址（3）
- 红军总医院院部旧址（4）
- 凤岗江西省苏维埃政府旧址（5-106）
- 中共苏区中央局坝南军事会议旧址（5-110）
- 茂源关西流芳牌坊（6-3-151）
- 陈奇涵故居（6-5-142）
- 第三次反“围剿”红一方面军总指挥部旧址（6-5-143）（含总指挥部旧址、毛泽东旧居、朱德旧居）
- 萧华故居（6-5-144）
- 中国工农红军第五军团军团部旧址（6-5-145，含军团部旧址、刘伯承旧居、董振堂旧居）
- 中央兵工厂特务连旧址（6-5-146）
- 中央兵工厂杂械厂旧址（6-5-147）
- 茶岭红军军医学校旧址（6-5-278）
- 红一方面军白石军事会议旧址（6-5-279）
- 高多红一军团司令部旧址（6-5-280）
- 白石红四军军部旧址（6-5-281）
- 红一方面军约溪会议旧址（6-5-282）
- 方石岭战斗指挥部旧址（6-5-283）

#### 会昌县
- 汉仙岩摩崖石刻（3）
- 会寻安中心县委旧址（3）
- 中共粤赣省委旧址（3）
- 会昌城墙（5-45）
- 文武坝粤赣省军区总指挥部旧址（5-112）
- 龙光宝塔（6-3-133）
- 祖武克绳门楼与张氏宗祠（6-3-134）
- 粤赣省机关旧址群（6-5-291，含粤赣省苏维埃政府、少共粤赣省委、粤赣军区红军医院、江西军区第三作战分区暨粤赣军区总指挥部旧址、毛泽东旧居、苏区防空洞）
- 留守苏区中央机关旧址群（6-5-292，含留守苏区中央总供给部旧址、留守苏区中央国家银行旧址、留守苏区中央运输连旧址、留守苏区红军供销合作社旧址、留守苏区中央兵工厂旧址、留守苏区中央军区政治部旧址、留守苏区政治保卫局旧址）
- 文武坝红四军军部旧址（6-5-293）
- 中共西江县委旧址（6-5-294）
- 洞头朱德旧居（6-5-357）

#### 寻乌县
- 上甲古窑址（3）
- 潘任墓（5-11）
- 罗塘谈判旧址（5-116）
- 角背围拢屋（6-3-152）
- 下田塘湾围拢屋（6-3-153）
- 上车潘氏宗祠（6-3-154）
- 古柏故居（6-5-148）
- 圳下革命旧址群（6-5-290，含圳下战斗旧址，圳下红四军司令部、政治部旧址，罗福嶂会议旧址）
- 上津列宁师范学校旧址（6-5-355）
- 剑溪中国工农红军新编独立第三师师部旧址（6-5-356）
- 汶口少共寻乌县委旧址（6-5-377）

#### 石城县
- 太平天国幼天王囚室（3）
- 五龙岩摩崖石刻（3）
- 杨村坊式亭（3）
- 永宁桥（4）
- 宁都起义部队秋溪整编旧址（5-107）
- 松竹林门楼（6-3-147）
- 镇武楼（闽粤通衢）（6-3-148）
- 陈联民居（6-3-149）
- 屏山红三军团司令部旧址（6-5-141）
- 友联红五军团司令部旧址（6-5-299）
- 丹溪少共国际师石城阻击战指挥部旧址（6-5-300，含李氏家庙、许氏宗祠、许氏家庙）
- 梅福红一军团医院旧址（6-5-301）
- 梅福红十二军军部旧址（6-5-302）
- 鳌峰书院（6-5-339）
- 古樟毛泽东旧居（6-5-367）

#### 瑞金市
- 龙珠塔（3）
- 瑞金中国工农红军学校旧址（5-108）
- 中华苏维埃共和国临时中央政府春耕生产运动赠旗大会旧址（5-113）
- 中央革命军事委员会总参谋部（总司令部）旧址（5-115）
- 瑞金凌霄三塔（6-3-142，含凤鸣塔、龙峰塔、鹏图塔）
- 密溪祠堂群（6-3-143，含密峰金铎合祠、应文翁祠、应宗公祠、淳夫公祠、东塘公祠、敬上公祠）
- 云龙桥（6-3-144）
- 《健康报》报社旧址（6-5-117）
- 叶坪马克思共产主义学校旧址（6-5-118）
- 闽赣两省工人代表大会旧址（6-5-119）
- 瑞金中央红军兵工厂分厂旧址（6-5-120）
- 沙洲坝中共六届五中全会旧址（6-5-121）
- 沙洲坝工农剧社旧址（6-5-122）
- 武阳毛泽东召开春耕生产区级负责人座谈会旧址（6-5-123）
- 云石山中央印刷厂旧址（6-5-124）
- 云石山马克思共产主义学校旧址（6-5-125）
- 彭杨步兵学校旧址（6-5-126）
- 中国工农红军通讯学校旧址（6-5-127）
- 中国工农红军卫生学校旧址（6-5-128）
- 中央列宁师范学校旧址（6-5-129）
- 中共中央政治局旧址（6-5-130）
- 青年团中央局旧址（6-5-131）
- 中华苏维埃共和国第一劳动感化院旧址（6-5-132）
- 中华苏维埃共和国教育人民委员部旧址（6-5-133）
- 中华苏维埃共和国土地人民委员部旧址（6-5-134）
- 中华苏维埃共和国中央造币厂旧址（6-5-135）
- 中央工农红军瑞金补充师师部旧址（6-5-136）
- 中央红色医院旧址（6-5-137）

### 吉安市

#### 吉州区
- 古南塔（1）
- 北伐军新编第二师驻地旧址（4）
- 卢家洲卢氏宗祠（5-70）
- 西刘家巷8号毛泽东旧居、西肖家巷7号朱德旧居（5-103）
- 钓源宗祠（6-3-108，含钓源欧阳文忠公祠、钓源礼派宗祠、忠节第牌坊）
- 石边耕本堂（6-3-109）
- 扶园中学旧址（6-5-052，含刘峙旧居、扶园中学礼堂）
- 山前红一方面军攻吉指挥部旧址群（6-5-273，含山前红一方面军攻吉指挥部旧址、山前红一方面军攻吉指挥部驻军处旧址（周氏宗祠）、山前红一方面军攻吉指挥部警卫班驻所旧址（周文襄公祠））
- 西逸亭毛泽东调查旧址（6-5-274）

#### 青原区
- 净居寺（1）
- 相公桥（5-20）
- 东固革命旧址群（5-90）
- 富滩古关隘（6-1-025）
- 东固罗峰百岁坊（6-3-112）
- 毛家文接堂（6-3-187）
- 赖经邦旧居（6-5-076）
- 东固南垅村毛泽东旧居（6-5-077）
- 东固螺坑石鼓丘红四军军部旧址暨朱德旧居（6-5-078）
- 渼陂红二十军成立旧址（6-5-079）
- 渼陂毛泽东旧居（6-5-080）
- 渼陂朱德旧居（6-5-081）
- 渼陂曾山旧居（6-5-082）
- 渼陂红四军卫生队旧址（6-5-083）
- 渼陂江西省苏维埃总工会旧址（6-5-084）
- 富田王家村毛泽东旧居（6-5-085）
- 富田中国工农红军学校旧址（6-5-086）
- 富田匡家村中华全国总工会苏区执行局暨江西省赤色总工会旧址（6-5-087）
- 富田匡家村江西省苏维埃财政总局暨江西省工农银行旧址（6-5-088）
- 富田匡家村江西省赤色邮局旧址暨陈毅旧居（6-5-089）
- 富田陂下村省苏四次重要会议旧址（6-5-090，含省苏四次重要会议旧址、喜鹊闹巢门楼、谷仓、红军标语）
- 富田匡家村中共江西省行政委员会旧址（6-5-091）
- 富田陂下村公略县中心县委旧址（6-5-092）
- 富田陂下村赣西第一次党代会旧址（6-5-093）
- 富田匡家村肃反委员会旧址（6-5-094）
- 罗炳辉起义旧址（6-5-095）

#### 吉安县
- 本觉寺塔（1）
- 清都观（5-48）
- 石溪联科牌坊（6-3-100）
- 萧氏世德堂（6-3-101）
- 吉安县明清石坊（6-3-102，含孙家贞节石坊、锡诰坊、赤陂科第世家牌楼）
- 阳陂头石拱桥（6-3-201）
- 曾山故居（6-5-049）
- 窑棚彭德怀旧居（6-5-050）
- 吉安县苏维埃政府旧址（6-5-051）
- 罗石冰旧居（6-5-275）
- “四九”暴动旧址（6-5-276，含列宁亭、“四九”暴动会议旧址）

#### 吉水县
- 解缙墓（3）
- 杨万里墓（3）
- 护吉大庙（5-50）
- 周叙墓（6-2-015）
- 刘俨墓（6-2-016）
- 彭教墓（6-2-017）
- 朗山书院（6-3-103）
- 店背刘氏崇义堂（6-3-104，含崇义堂、科第世家）
- 燕坊古民居群（6-3-105，含鄢宝清古民宅（大夫第）、州司马第、德馨堂房民居）
- 栗下村彭氏大宗祠（6-3-106）
- 吉水古城墙（6-3-107）
- 低坪村一清堂（6-3-202）
- 白沙红军独立二、四团和红三军驻军旧址群（6-5-256，含毛泽东旧居（白沙镇老街17号）、桥上村天性公祠、桥上村天海公祠、桥上村兴堂公祠、桥上村陈圣贤民居、桥南村红军独立团六连二排驻地旧址、赤岸村陈义荣民居、赤岸村陈义生民居、赤岸村陈圣习民居、赤岸村陈氏世本堂）
- 毛泽东木口调查旧址群（6-5-257，含彭家祠、彭世友民居、彭泽银民居、彭道杰民居、彭理银民居）
- 公略县苏维埃旧址群（6-5-258，含吉水毛泽东旧居（怀德堂）、吉水公略县第一次党代会旧址（赖氏宗祠）、吉水公略县苏维埃旧址（毛泽覃、贺怡旧居）、吉水公略县苏维埃旧址（公略县委旧址）、吉水公略县苏维埃旧址（公略县财办部旧址）、吉水公略县苏维埃旧址（毛泽覃旧居）、吉水公略县苏维埃旧址（赖明武民居）、吉水毛泽东旧居（西堡祠））
- 毛泽东大桥、东塘调查旧址群（6-5-259，含毛泽东大桥调查（邦伯第）、吉水毛泽东东塘调查旧址（老众厅））

#### 峡江县
- 宫门桥（4）
- 刘家窑窑址（6-1-026）
- 峡江五眼桥（6-3-119）
- 湖洲古建筑群（6-3-120，含花门楼、庭院、榜堂、继美堂、古戏台、习氏大宗祠、长乐庵、天府庙、古民居群、习振翎中魁立石、书院）
- 承恩堂（6-3-121）
- 徘山敕令碑（6-4-007）
- 罗田鸡冠山摩崖石刻（6-4-008，含三豸堂，碑刻2块）
- 红三军团仁和会议会址（6-5-277，含仁和会议会址、仁和渡口）
- 梅元支部旧址（6-5-353）

#### 新干县
- 惠政桥（5-15）
- 城头文昌塔（5-22）
- 萧公庙遗址（6-1-027）
- 吴家村窑址（6-1-028）
- 中洲邹氏祠堂（6-3-122）
- 陈家村石梁桥（6-3-204，含青石柱架桥、三元亭）
- 麦斜毛泽东旧居（6-5-103）
- 新干县第一次工农兵代表大会旧址（6-5-354）

#### 永丰县
- 报恩寺塔（2）
- 第一次反围剿指挥所（3）
- 恩江桥（4）
- 严城遗址（6-1-029）
- 恩江古城址（6-1-030，含明代古城墙、东城门、明县丞遗址、尚书府遗址）
- 河围寺水寨遗址（6-1-031）
- 西阳宫（6-3-123，含欧阳观夫妇墓、泷冈阡表碑、欧阳旦夫妇墓、胥杨二夫人墓、欧阳通理夫妇墓、西阳宫门坊、泷冈书院、文忠公祠、文儒读书堂、重建西阳宫记碑、重修西阳宫文碑）
- 八江柏郊塔（6-3-124）
- 桥下石拱桥（6-3-125）
- 龙冈毛泽东旧居（6-5-269，含罗家大屋、门坊）
- 君埠黄公略旧居（6-5-270，含九思堂、门楼）
- 沙溪红四军军部旧址（6-5-271，含思成堂、陪凤楼、玲珑桥）

#### 泰和县
- 杨士奇墓（1）
- 罗钦顺墓（3）
- 科甲第（4）
- 龙头山塔（6-3-114）
- 忠爱堂（6-3-115）
- 崇德堂与复亨堂（6-3-116）
- 理学名宗牌楼（6-3-203）
- 浙大西迁泰和旧址群（6-5-98，含校长办公楼（临清书屋）、浙大礼堂（原萧百万家庭宗祠）、浙大农学院（原华阳书院）、长青柏、澄江学校（萧氏祠堂彝叙堂）、浙大俱乐部（萧氏祠堂种德堂）、浙江大学堤（石狮梁家至上田码头）、浙大码头（澄江镇上田码头）、张侠魂女士及竺衡墓、沙村示范垦殖场）
- 白云山战斗指挥所旧址（6-5-99）
- 马家洲集中营旧址群（6-5-100，含王氏宗祠、“云蒸霞蔚”民房、“受天之佑”民房、“奎壁联辉”民房、先烈古樟、其他民房18间）
- 遂万泰县委县苏区旧址（6-5-272）
- 泰和县苏维埃临时政府旧址（6-5-352）

#### 遂川县
- 雩溪宝塔（5-29）
- 洛阳村客家彭宅（5-68）
- 井下村“正亮堂”宅（5-69）
- 新兴书院（6-3-113，含惜字塔）
- 横石红六军团西征出发地遗址（6-5-096，含王家祠、红军哨口遗址、红军洞）
- 五斗江战斗遗址（6-5-097，含潘屋指挥所、棺材岭山场、红军战壕）
- 草林红色圩场（6-5-263，含圩场（街两边店铺）、老街民俗博物馆、红色圩场展览馆）
- 草林毛泽东旧居（6-5-264，含草林毛泽东旧居、肖万顺客栈、老表杂货铺）

#### 万安县
- 崇文塔（2）
- “万安暴动”行动委员会旧址（4）
- 天龙山墓塔（5-14）
- 万安东林寺墓塔（5-18）
- 增文堂围屋（5-66）
- 张鸣岗尚书石牌坊（6-3-117）
- 飞来塔（6-3-118）
- 康克清旧居（6-5-101）
- 曾天宇烈士墓（6-5-102）
- 曾天宇烈士纪念旧址（6-5-268，含曾天宇旧居、曾天宇烈士牺牲处旧址）

#### 安福县
- 东山文塔（2）
- 武功山祭祀遗址（5-4）
- 罗坵进士牌坊（6-3-094）
- 斗魁公祠（6-3-095）
- 相帅府（6-3-096）
- 邦伯坊（6-3-097）
- 松田状元祠（6-3-098）
- 塘边古建筑群（6-3-099，含塘边八栋屋建筑群、奎光堂、塘边大夫第）
- 洲湖红五军战斗旧址群（6-5-047，含红五军军部旧址（曹家祠），红军标语群（曹生垣民居、曹光宗民居），白军俘虏关押所（京丞公祠），狗爬岭山腰战壕，狗耳朵西山顶和东山顶掩体，水湾西山顶掩体和战壕，亭子东山顶战壕，水湾东山顶掩体，狗爬岭古道暗堡，清江潭“十八堆”白军墓冢，红军烈士墓4座）
- 上街列宁学校旧址（6-5-048）
- 安福红五军驻地旧址群（6-5-265，含深溪廖氏宗祠，楼下彭氏宗祠、翰林第，贺国中、刘之至烈士墓）
- 安福红一方面军旧址群（6-5-266，含毛泽东旧居（伍氏宗祠）、朱德旧居（仁山公祠）、伍中豪烈士墓、红一方面军司令部旧址（布政公祠））
- 武功山三年游击战旧址（6-5-267，含珠溪戚氏宗祠、贯公祠、湘赣省军区兵工厂旧址（陈山祠）、欧田村游击队联络站）

#### 永新县
- 南塔（2）
- 塘边毛泽东旧居（4）
- 步云山中共湘赣边界临时特委旧址（5-101）
- 刘沆墓（6-2-018）
- 永新明代石坊（6-3-126，含龙田贺氏始祖祠堂石坊、王时熙尚义门坊）
- 龙凤桥（6-3-205）
- 中共秋溪乡支部旧址（6-5-104）
- 樟枧湘赣省红军被服厂旧址（6-5-105）
- 中国工农红军学校第四分校旧址（6-5-106）
- 牛田湘赣省苏维埃政府旧址（6-5-260）
- 湘赣省政治保卫局旧址（6-5-261）
- 秋溪乡暴动队旧址（6-5-262）

#### 井冈山市
- 中国工农革命军第一军军部、师部旧址（1）
- 毛泽东宣布“三项纪律”地点-雷打石（5-93）
- 红四军二十八团团部旧址（5-95）
- 湘赣边界第二次党代会旧址（5-96）
- 桐木岭红军哨口遗址（5-97）
- 新遂边陲特别区工农兵政府旧址（5-98）
- 黄坳毛泽东旧居（5-99）
- 湘赣边界防务委员会旧址（5-100）
- 葛田张氏宗祠（6-3-110）
- 鹅岭龙氏敬爱堂（6-3-111）
- 工农革命军后方留守处旧址（6-5-053）
- 红军被服厂旧址（6-5-054）
- 黄坳红军物资转运站旧址（6-5-055）
- 上井红军造币厂旧址（6-5-056）
- 龙市红四军军部旧址（6-5-057）
- 茅坪红四军军需处旧址（6-5-058）
- 茅坪红四军二十九团团部旧址（6-5-059）
- 茅坪红四军三十一团团部旧址（6-5-060）
- 茅坪红四军三十二团团部旧址（6-5-061）
- 新城战斗旧址（6-5-062，含南门城楼和部分城墙、棋山指挥亭）
- 双马石哨口遗址（6-5-063）
- 朱砂冲哨口遗址（6-5-064）
- 八面山哨口遗址（6-5-065）
- 毛泽东和袁文才会见旧址（6-5-066）
- 袁文才、王佐部队升编旧址（6-5-067）
- 黄洋界红军挑粮小路（6-5-068）
- 茅坪枫石（6-5-069）
- 小井红军伤病员殉难处（6-5-070）
- 黄坳战斗旧址（6-5-071）
- 袁文才烈士墓（6-5-072）
- 井冈山革命先烈纪念塔（6-5-073，含井冈山红军烈士墓）
- 王佐烈士墓（6-5-074，含大井红军烈士墓）
- 彭家村炼铁小高炉（6-5-075）
- 大井乡工农兵政府旧址（6-5-252）
- 旗罗坳战斗指挥部旧址（6-5-253）
- 黄泥刘氏房祠红军标语（6-5-254）
- 王佐烈士故居（6-5-255）

### 宜春市

#### 袁州区
- 仰山墓塔群（3）
- 难禅阁（5-47）
- 慈化寺（5-78）
- 袁州明代城墙砖窑址群（6-1-022，袁州区、新余市分宜县含黄泥堎窑址、高塘里窑址、石梅堎窑址、石谷堎窑址、箭仔口窑址、台里上窑址、家堎窑址、峨眉堎窑址、罗家堎窑址、磨背岭窑址、坛背堎窑址、炭院窑址、芦塘窑址）
- 厚田东汉画像石墓（6-2-013）
- 樟树村隋墓群（6-2-014）
- 大成殿（6-3-090）
- 七眼井（6-3-215）
- 化成寺摩崖石刻（6-4-006）
- 袁州会议旧址（6-5-045）
- 小洞湘鄂赣苏维埃政府机关遗址群（6-5-250，含中共赣西北特委旧址、湘鄂赣边境指挥部、湘鄂赣省交通站、湘鄂赣省苏维埃政府旧址、高枧大捷作战指挥部、上洞列宁小学旧址）
- 飞夺泸定桥勇士刘梓华故居（6-5-251）
- 红一方面军军事会议旧址（6-5-351）
- 王家宅院（6-5-366）

#### 丰城市
- 邓子龙墓（3）
- 古丽城遗址	（6-1-014）
- 碗泥岭窑址（6-1-015，含碗泥岭窑址、公路边窑址）
- 姜曰广墓（6-2-011）
- 北屛禅林（6-3-070，含北屛禅林门坊、观音堂、万寿宫、天符宫、傅爷殿）
- 桂林书院（6-3-071）
- 孔庙大成殿	（6-3-072）
- 雷氏宗祠（6-3-073）

#### 樟树市
- 一天门（1）
- 太平观碑（1）
- 清标彤管坊（4）
- 临江大观楼（5-73）
- 熊家寨古炮台山遗址	（6-1-023）
- 栖悟山窑址（6-1-024）
- 永镇塔	（6-3-91）
- 城湖古桥（6-3-92）
- 彭氏宗祠（6-3-93）
- 三皇宫	（6-3-199）
- 清江三井（6-3-200，含双龙戏珠古井、沽塘古井及井亭、塘李古铁井）
- 新街毛泽东旧居（6-5-046）
- 清江县苏维埃政府旧址（6-5-241，含清江户局、万寿宫）

#### 高安市
- 七星堆古墓群（5-7）
- 五里谌村水口塔（5-28）
- 通真桥（5-30）
- 贾家村民居（含：泰盛堂、赐福堂、怡爱堂）（5-35）
- 寮山摩岩石刻岩画（5-82）
- 兰家苑遗址（6-1-042）
- 付氏宗祠（6-3-076）
- 谌氏宗祠（6-3-077）
- 南石桥（6-3-089）
- 向阳渡槽（6-5-037）
- 高奉战役抗日将士公墓（6-5-242）

#### 奉新县
- 天下清规石刻（1）
- 百家垅古墓群（3）
- 九仙窑址（6-1-016）
- 汤家山遗址（6-1-017）
- 渣村窑址（6-1-018）
- 九里岗城址（6-1-019）
- 岳讷堂	（6-3-074）
- 张勋庄园（6-3-075，含昆一公祠、资政第、光禄大夫第、谦六书房、云蒸霞蔚膳房、花园）
- 景贤亭（6-3-213）
- 店下水契石刻（6-4-004）
- 石溪区苏维埃政府旧址（6-5-365）

#### 靖安县
- 花桥（3）
- 刘慎虚墓（3）
- 丫吉山窑址（3）
- 郑家坳古墓葬群（6-1-020）
- 况钟墓（6-2-012）
- 保家楼（6-3-078）
- 云山世第（6-3-197，含中路祠堂、北路住宅）
- 文林第门楼（6-3-214）
- 罗湾地下战备发电厂（6-5-038）

#### 铜鼓县
- 中国工农革命军第一师三团团部、营部（3、4）
- 工农革命军第一军第一师第三团回师铜鼓旧址（5-）
- 邱家大屋（6-3-082）
- 时氏宗祠和时文师川堂屋（6-3-083）
- 铜鼓县摩崖石刻群（6-4-005，共12个点，分布在帅家坝、大塅灵石庵和温泉新塘）
- 湘鄂赣省苏维埃政府旧址	（6-5-039）
- 湘鄂赣省军区司令部旧址	（6-5-040）
- 秋收起义部队新兵训练处旧址（6-5-041）
- 幽居会议旧址（6-5-042）
- 毛泽东脱险地旧址（6-5-338）

#### 万载县
- 万载城隍庙（6-3-084）
- 龙江桥（6-3-085）
- 泉丰岭下湘鄂赣省军区政治部旧址（6-5-247）
- 仙源湘鄂赣省红色中心医院旧址（6-5-248）
- 城坑中共湘鄂赣边境特委旧址（6-5-249）

#### 上高县
- 观澜阁塔（3）
- 大观塔（6-3-079）
- 上高古石桥（6-3-080，含梅沙桥、苑新洪口桥、敖山石洪桥）
- 三朝侍御木牌坊（6-3-081）
- 红一军团十七师指挥部旧址（6-5-350）

#### 宜丰县
- 太子塔（1）
- 洞山墓塔群（3）
- 黄檗山墓塔群（3）
- 宜丰崇文塔（3）
- 天宝村古建筑群（6-3-086，含昭公祠、刘氏宗祠门楼、益新公祠、五芳翁祠、进士第、恭礼公祠）
- 良冈任氏宗祠（6-3-087）
- 潭山古建筑群（6-3-088，含潭山刘氏谦公祠、儒溪陈氏宗祠、孝子祠、善翁祠、店上刘氏宗祠、四芳翁第）
- 西平院水口桥（6-3-198）
- 熊雄故居（6-5-043，含熊雄故居、培兰书屋）
- 培根职业学校旧址（6-5-044）
- 龙岗湘鄂赣革命根据地旧址群（6-5-243，含红十六军九师政治部旧址－郎官第和行翁祠、红军瞭望塔－登云塔、红五师一部战士驻地旧址 －细翁祠和敬众翁祠、红十六师第九师政治部驻地旧址 － 宪翁祠）
- 龙垴山黄沙大战遗址和师指挥所旧址（6-5-244）
- 港口红十六军指挥部旧址（6-5-245）
- 宜丰县苏维埃政府成立大会旧址（6-5-246）

### 抚州市

#### 临川区
- 汤显祖墓（1）
- 白浒窑遗址（5-5）
- 万魁塔（5-27）
- 文昌桥（6-3-054）
- 梦港石桥（6-3-055，含桥亭）
- 河埠周家民居群（6-3-056，含爱莲第、川岳呈祥、平园世泽、理学名家、双溪汇秀）
- 荣山十字街古建筑群（6-3-057，含登科第、日升川至宅、儒林第、州司马第、外翰第、花六庄民居）
- 腾桥牌坊群（6-3-058，含黄作牌坊、曾栋牌坊、厚源节孝坊）
- 李井泉故居（6-5-032）

#### 东乡区
- 王氏宗祠（4）
- 浯溪村古建筑群（6-3-040）
- 世宦祠（6-3-041）
- 万石塘红十军指挥部旧址（6-5-227）

#### 南城县
- 潮音洞石窟（1）
- 麻姑山石刻（1）
- 太平桥（5-52）
- 临坊王氏宗祠（6-3-059）
- 南城尧坊大夫第（6-3-060）
- 磁圭红三军团指挥部旧址（6-5-228）

#### 黎川县
- 闽赣省苏维埃政府旧址（3）
- 洲湖大夫第（5-65）
- 妙法寺塔墓群（6-2-009，含普同塔、优婆夷暨比丘尼塔、质彬禅师塔、□堂禅师塔、无名塔一、惟觉禅师塔、亢脎禅师塔、卓颖禅师塔、无名塔二、桂谷禅师塔、梦回禅师塔）
- 黎川孔庙（6-3-051）
- 资福塔（6-3-052）
- 洵口张氏家庙及照壁（6-3-053）
- 日峰红七军团指挥部、政治部旧址（6-5-231）
- 洲湖闽赣省财政部旧址（6-5-232）
- 黎川商会旧址（6-5-337，含黎川商会旧址、龙岗会馆）
- 日峰张恨水旧居（6-5-363）

#### 南丰县（共1处）
- 琴城古建筑群（6-3-061，含大夫第、太守第、分转第、二铭轩、选青别墅、秋雨名家宅、彭家大屋、饶氏宗祠、谦豫书舍）
- 石邮傩神庙（6-3-062）
- 洽湾胡氏宗祠（6-3-063，含胡氏宗祠、仁寿宫）
- 港下关帝庙与卡亭（6-3-064，含关帝庙、戏台、枌榆保障关卡）
- 南丰城墙（6-3-065，含崇秀门、文明门、上水关、下水关、城墙（1634米））
- 曾巩读书岩（6-4-012，含读书岩、墨池题刻、曾文定公祠、曾文定公牌坊、思贤堂、仰风亭、长廊、石榻）
- 康都会议旧址（6-5-033，含毛泽东旧居、红一方面军电台旧址、红一方面军总医院旧址、康都苏维埃政府旧址、红一方面军总司令部旧址（宁家大屋））
- 石邮红军总政治部旧址（6-5-229）
- 古竹红三军团前线指挥部旧址（6-5-230）
- 贯巢红一方面军前委旧址（6-5-349）

#### 崇仁县
- 乐史墓（3）
- 石经幢（3）
- 相山石塔（3）
- 相山道观遗址（6-1-012）
- 三川桥（6-3-038）
- 塅家车村节孝坊（6-3-039）
- 东山红一方面军指挥部旧址（6-5-226）

#### 乐安县
- 董裕墓（3）
- 水南“继序其皇”坊式门楼（5-75）
- 红一方面军大湖坪整编旧址（5-111）
- 科甲丛芳牌坊（6-3-048）
- 上罗邓氏祠（6-3-049）
- 蓝科进公祠（6-3-050）
- 登仙桥大捷旧址（6-5-031）
- 善和红五军团指挥部旧址（6-5-235）
含红五军团联络处旧址（龙藻先生公祠）、红五军团六师团师团部旧址（永思公祠和濂溪世斋坊）
- 金竹毛泽东旧居（6-5-336）
- 罗陂农民协会旧址（6-5-371）

#### 宜黄县
- 锅底山遗址（6-1-041）
- 曹山寺墓塔群（6-2-010，含本寂禅师墓、宝积禅寺高僧塔）
- 南坑仁和仙桥（6-3-066）
- 迎恩塔（6-3-067）
- 棠阴古建筑群（6-3-068，含八府君祠、承恩坊、罗家大院、官帽厅民居）
- 欧阳竟无宅（6-3-069）
- 东陂红一方面军总部旧址（6-5-034）
- 棠阴红一军团指挥部旧址（6-5-224，含红一军团指挥部旧址、三让遗风宅、吴家大院）
- 中港红五军团指挥部旧址（6-5-225，含州司马宅、曾家老屋、曹氏宗祠）

#### 金溪县
- 陆象山墓（1）
- 仰山书院（4）
- 《金溪场银坑记》摩岩石刻（5-81）
- 里窑窑址（6-1-013，含后龙山窑址、瓦子岭窑址、排前窑址、福水源窑址、石子坑窑址、窑家岭窑址、徐家源窑址、傅家山窑址、鸡公山窑址、张家边窑址、里窑源窑址、沈家牌窑址）
- 金溪宗祠（6-3-042）
- 金溪明代牌楼门（6-3-043，含蒲塘名荐天朝牌楼、小耿南州高第牌楼、北坑大夫第－文光牌楼、孔坊圣裔门楼、黄通忠义世家牌楼）
- 金溪古庙群（6-3-044，含下宋玉泉行宫、东源豢灵护应庙、周家隆兴古庙）
- 金溪官厅群（6-3-045，含岐山大夫第与中宪第、游垫总宪第、东岗逊志斋官厅、洛城村王家大院、东源曾家中议世第宅与绣启南丰第、东风巷卢官厅、水门巷65号官厅）
- 竹桥村古建筑群（6-3-046，含品字三井、总门楼、上门楼、中门楼、下门楼、苍岚山房、余氏大屋）
- 浒湾古建筑群（6-3-047）
- 左坊红一方面军总部旧址（6-5-030，含司令部旧址、印刷厂旧址、储藏室旧址、杂物室、炊事场旧址、朱德旧居、红军洞、红军井、后龚村警卫连旧址、教导团旧址、卫生部旧址、王家仓下警卫连旧址、政治部旧址、周恩来旧居、王稼祥旧居、通讯连旧址、无线电队旧址）
- 南山与彭家山战斗红三军团指挥部旧址（6-5-239）
- 大仙岭战斗红一军团前沿指挥所旧址（6-5-240）

#### 资溪县
- 高云塔（5-24）
- 资溪事件革命烈士墓（6-5-035，含资溪事件革命烈士墓、纪念碑）
- 下张党支部旧址（6-5-036）
- 嵩市红一、三军团指挥部旧址（6-5-233）
- 高阜红七军团指挥部旧址（6-5-234）

#### 广昌县
- 红一方面军总前委会、高虎脑战役红军指挥部旧址（4）
- 驿前“奎壁联辉”、“清吸旴源”（5-53）
- 雯峰书院（6-3-035）
- 金鳌鱼民居（6-3-036）
- 奉先思孝祠（6-3-037）
- 下关中革军委会议旧址（6-5-027）
- 高虎脑战斗遗址群（6-5-028，含高虎脑红军烈士纪念碑、戏台下厅堂红军宿营地、万年亭红三军团战斗司令部遗址及标志牌、大岭隔红军战场遗址战壕、蜡烛形红军战场遗址、红军占领陈阿金烈士墓）
- 驿前大跃进壁画（6-5-029）
- 尖峰红一军团指挥部旧址（6-5-236）
- 罗家堡红九军团指挥部旧址（6-5-237）
- 驿前红四军指挥部旧址（6-5-238，含秘书袭庆民居、云衢公厅堂、迎熏民居）

### 上饶市

#### 信州区
- 鸡应寺铜钟（1）
- 信江书院（3）
- 相府路17号民宅（5-86）
- 信州双塔（6-3-030，含奎文塔、五桂塔）
- 上饶集中营革命烈士纪念碑（6-5-023）
- 上饶市革命烈士纪念碑（6-5-024）
- 新四军驻赣办事处旧址（6-5-214）

#### 广信区
- 五府山银铅矿遗址（6-1-010）
- 上泸余氏宗祠（6-3-026）
- 杨惟义故居（6-5-025，含杨惟义故居、杨惟义夫妇墓）
- 稠川信江特委旧址（6-5-203）
- 红军街旧址群（6-5-204，含红军大礼堂旧址、怀玉县委县苏维埃政府旧址、沙洲红十军指挥部旧址、沙洲劳动感化院旧址、上饶二区区委旧址）
- 上饶特区第一个党支部（6-5-345）

#### 广丰区
- 九仙山城堡（3）
- 天桂岩石刻（3）
- 龙溪村古建筑群（含：文昌阁、江浙社、观音阁）（5-42）
- 铜钹山高庄古窑址（6-1-007）
- 十都王家大屋（6-3-018）
- 东阳管氏宗祠（6-3-019）
- 闽北分区对外贸易处旧址群（6-5-208，含财政干部培训处旧址（王家中厅）、工农商店旧址（王源泰号、王家兵站）、供销合作社旧址（显白公祠）、生产合作社旧址（积善余庆、厚德辉宏、秀毓鳌峰、鳌峰拔萃民居）、笋干厂旧址（王家老屋）、造纸厂旧址（沈氏宗祠）、被服厂旧址（上祝家大厅））
- 横山红十军军部旧址（6-5-209）

#### 德兴市
- 红十军团军政委员会旧址（4）
- 寿元桥（5-32）
- 新营舒协斋公祠（6-3-16，含舒协斋公祠、舒膺六公祠门楼）
- 会源桥（6-3-017，含会源桥、石经幢）
- 梧风洞红军三百烈士纪念地（6-5-022，含纪念亭、纪念碑、邵伯平烈士墓、跑马坪）
- 广财山红军挺进师出征誓师大会旧址群（6-5-223，含20个点：广财山红军挺进师出征誓师大会旧址、闽浙赣省军区机关旧址（粟裕办公旧址）、中共闽浙赣省委旧址、闽浙赣省红军医院旧址、红军医院中草药收购站、闽浙赣省委广财山游击会议旧址、红军医院中草药房、闽浙赣省苏维埃政府旧址、农民夜校、广财山皮革厂、红色俱乐部、列宁小学、劳动感化院、红军被褥厂、消费合作社、拥苏反帝大同盟、互济会、村口识字站和识字岗、誓师大会官兵集结点、红色电台）

#### 婺源县
- 朱瓌墓（5-8）
- 凤山龙天塔（5-23）
- 坑头村民居（含：太宰读书处、潘锦苏宅、潘保春宅、潘大华宅）（5-25）
- 江湾村民居（含：由礼堂、敦伦堂、善馀堂）（5-41）
- 豸峰村民居（含：潘永泰宅、潘先熊宅、潘松印宅）（5-64）
- 灵岩洞遗墨题刻（5-80）
- 胡昌翼墓（6-2-025）
- 詹初墓（6-2-026）
- 婺源明清祠堂（6-3-028，含岭下村大经堂、水岚村詹氏宗祠、豸峰村资深堂、旃坑村萧江宗祠、洪村霭庭公祠）
- 下溪头社公坛（6-3-029）
- 汪口平渡堰（6-3-196）
- 中共婺德中心县委旧址（6-5-215）
- 浮乐婺中心县委县苏旧址（6-5-216，含浮乐婺中心县苏维埃政府旧址、中共浮乐婺中心县委旧址）
- 北上抗日先遣队指挥部旧址（6-5-217，含北上抗日先遣队红七军团指挥部旧址、北上抗日先遣队红军驻地旧址）
- 皖浙赣红军独立团成立旧址（6-5-218，含肇英堂、世和堂、著存堂）
- 北上抗日先遣队战斗旧址（6-5-219，含月岭伏击战旧址、平鼻岭伏击战旧址、裔村战斗旧址）
- 浪山红十军驻地旧居群（6-5-220，含王成佑宅、02号、04号、22号民宅）
- 红军食盐收购站旧址（6-5-221）
- 中共皖赣特委旧址（6-5-222，含中共皖赣特委旧址（至德堂）、红军兵工厂遗址、皖浙赣省委干部轮训班遗址、红军驻地旧址（51号、24号民宅）、红军驻地旧址暨中共婺源县委旧址（5、6、7号民宅）、红军驻地旧址（岭下大经堂）、红军驻地旧址（菊径何氏宗祠）、红军驻地旧址（黄村53、54、31号）、红军驻地旧址及办公场所（天井源村02号民居和三河庙）
- 中共婺源特区委旧址（6-5-346）
- 中共婺源县委旧址（6-5-347）
- 第三战区副司令长官部暨二十三集团军司令部旧址（6-5-348，含第三战区副司令长官部暨二十三集体军司令部旧址（笃经堂）、延村留守处（宝辉堂）、驻军旧址（22号、57号、31号、78号、19号、68号、64号民居））
- 婺源徽饶驿道（浙岭段）（6-6-001，含徽饶古驿道浙岭段，岭脚村孝子坊、立本堂、贻桂堂，虹关村虞得堂、礼和堂.古驿道附属文物：吴楚分源碑、同春亭、一线泉、鼻孔梁亭、通津桥、宋村桥、祭酒桥）

#### 玉山县
- 官溪胡氏宗祠（3）
- 阎立本墓（3）
- 玉山考棚（4）
- 玉山城墙（5-43）
- 玉山鸿园（5-63）
- 文成塔（6-3-034）
- 方志敏烈士被俘地、关押地旧址（6-5-206）
- 怀玉山中国工农红军北上抗日先遣队活动遗址群（6-5-207，含旗山北上抗日先遣队战壕旧址、方志敏突围就餐旧址、太阳坑国民党碉堡遗址）

#### 铅山县
- 辛弃疾墓（2）
- 蒋士铨墓（2）
- 澄波桥（4）
- 费宏墓（5-10）
- 铅山天柱山连史纸造纸作坊遗址（6-1-009，含明清造纸作坊遗址、白料山、原料加工作坊、成品生产作坊）
- 河口商铺会馆（6-3-021，含金利合药店、朱怡丰商号、河口建昌会馆、吉安会馆）
- 石塘纸号建筑群（6-3-022，含王家号、天和号、松泰行、赖家行、胜春号、查家号、舒记行）
- 大义桥（6-3-023）
- 永平魁星阁（6-3-024）
- 陈坊万寿宫（6-3-025）
- 篁碧华氏宗祠（6-3-195）
- 公果徐氏宗祠（6-3-212）
- 石塘整编旧址群（6-5-212，含东祝宗祠、芝阳会馆、抚州会馆、武状元府第、智水仁山民宅、付家老屋、刘家老屋）
- 第三战区司令部旧址群（6-5-213，含25个点：长官司令部旧址（五都周氏宗祠）、参谋处旧址（五都苏、林老宅）、军政部陆军担架团旧址（杨村）、美国顾问室旧址（宋家埠）、俄国顾问室旧址（长岭）、第三战区通讯兵指挥部旧址（下畈）、军政部被服厂旧址（石塘）、第三战区训练总队旧址（永平詹氏宗祠、东门拱家宗祠）、政治部前线日报社旧址（永平北门郑氏宗祠）、副司令长官部旧址（永平西门）、中央军委会统一调查室旧址（西门）、第三战区宪兵大队旧址（八水源）、第三战区后勤部旧址（永平西门陈氏宗祠）、第三战区伤兵医院旧址（永平陈家大院）、第三战区监察大队旧址（陈家新屋、西门拱家宗祠）、第三战区工兵指挥部旧址（永平安州）、第三战区联络站旧址（河口）、军政部第六重伤医院旧址（河口虞家店）、战地党政委员会第三战区分会旧址（青溪麻山孔）、第三战区兵站总监部旧址（青溪本地孔）、陆军军人监狱旧址（永平北门）、第三战区干部训练团旧址（鹅湖）、第三战区联络站旧址（八都）、第三战区联络站旧址（虹桥）、第三战区联络站旧址（港东））
- 上饶集中营石塘旧址（6-5-329）

#### 弋阳县
- 叠山书院（3）
- 谢叠山墓（3）
- 圭峰摩崖题刻（3）
- 周执羔墓（6-2-007）
- 四十八代张天师墓（6-2-008）
- 弋阳儒学宫（6-3-031）
- 西李古戏台（6-3-032）
- 谢氏祖屋（6-3-033）
- 方志敏故居（6-5-026）
- 赣东北第一次工农兵代表大会旧址（6-5-210）
- 邵式平故居（6-5-211）

#### 鄱阳县
- 莲山汉墓（4）
- 鄱阳大成殿（5-62）
- 淮王府遗址（6-1-008）
- 彭汝砺墓（6-2-006）
- 桥头吴氏宗祠（6-3-020）

#### 万年县
- 赣东北苏维埃政府旧址（3）
- 斋山遗址（5-3）
- 下柴埠兴旺桥（6-3-027）

#### 余干县
- 黄金埠窑址（6-1-011，含刘家山窑址、九妹山窑址、细桥山窑址）
- 忠臣庙（6-3-209）

#### 横峰县
- 闽浙赣省旧址（6-5-205，中共赣东北省委旧址、中共赣东北省委党校旧址、闽浙赣省少共省委旧址、闽浙赣省无线电队旧址、卢森堡训练团旧址、闽浙赣省少年模范团旧址、闽浙赣省少年先锋队和儿童局旧址、闽浙赣省工农医院旧址、红十军总医院横峰分院旧址、闽浙赣省银行旧址、闽浙赣省消费合作总社旧址、闽浙赣省财政部旧址、赣东北省军事委员会旧址、闽浙赣省劳动小学教员训练班旧址、闽浙赣省邮政管理局旧址、万年台、黄道故居、弋横起义总指挥部旧址、闽浙赣省“四部一会”旧址、红军烈士纪念亭、列宁公园、闽浙赣省裁判部旧址、闽浙赣省政治保卫分局旧址、闽浙赣省画室旧址、闽浙赣省贮粮合作社旧址、赣东北省少共省委旧址、红十军总医院霞坊分院旧址、闽浙赣省石印所旧址、闽浙赣省反帝大同盟互济会旧址、闽浙赣省投诚士兵管理处旧址、闽浙赣省列宁师范旧址、闽浙赣总工会旧址、闽浙赣省军区司令部旧址和红军操场旧址，共34个点）

### 引用
1. ↑  文化部文物管理局编. . 北京: 文物出版社. 1958: 267-273.
2. ↑  《江西省文化艺术志》编纂委员会编. . 北京: 新华出版社. 1999: 439. ISBN 7-5011-4361-7.
3. ↑  . 江西政报. 2000, (16): 11–13. CNKI HXZB200016005.
4. ↑  江西省人民政府.  . 维基文库. 2000-07-25.
5. ↑  . 江西政报. 2006, (24): 21–24. CNKI HXZB200624007.
6. ↑  江西省人民政府.  . 维基文库. 2006-12-18.
7. ↑  . 江西省人民政府.   [2018-03-31]. （原始内容存档于2018-04-01）.
8. ↑  . 江西省人民政府公报. 2018, (7): 4–39. CNKI HXZB201807002.
9. ↑  江西省人民政府.  . 维基文库. 2018-03-09.